# Eli & Edythe Broad Art Museum
Eli & Edythe Broad Art Museum (noto anche come Eli and Edythe Broad Art Museum o MSU Broad) è un museo di arte contemporanea situato presso la Michigan State University di East Lansing, nel Michigan. È stato inaugurato il 10 novembre 2012 ed è stato progettato dall'architetta Zaha Hadid.
La costruzione del museo è iniziata il 16 marzo 2010, in occasione di una cerimonia alla quale hanno partecipato Eli Broad e Zaha Hadid. Inizialmente programmato per essere aperto il 21 aprile 2012, l'apertura ufficiale è stata posticipata a novembre.
Edificio, caratterizzato da linee quadrate e spigolo marcati, presenta una facciata che è a forma di angolo ed è composta da acciaio inossidabile pieghettato e vetro ed è stata concepita per conferire all'edificio "un aspetto in continua evoluzione che suscita curiosità ma che non ne rivela mai del tutto il contenuto". Il 70% dei 4.300 m2 della superficie è adibita a spazio espositivo.
Il museo comprende anche una struttura didattica, un centro di studi su carta, uffici amministrativi, un bar e un negozio; così come una piazza pedonale e un giardino di sculture.